# Kalle Blomquist
Kalle Blomquist [ˈkalə ˈbloːmkvɪst] (schwedisch Kalle Blomkvist) ist eine Kinderbuch-Figur von Astrid Lindgren. Die jeweils im Abstand von einem Jahr spielenden drei Romane um Kalle Blomquist (Meisterdetektiv Blomquist, Kalle Blomquist lebt gefährlich und Kalle Blomquist, Eva-Lotta und Rasmus) schildern in realistischem Stil spannende Abenteuer einer Gruppe von Jugendlichen in einer schwedischen Kleinstadt. Sie wurden zwischen 1946 und 1953 veröffentlicht.

## Personen

### Kalle Blomquist
Kalle (eigentlich Karl) – im ersten Band 13 Jahre alt – lebt im fiktiven Ort Kleinköping (im Original Lillköping), Hauptstraße 14, in Schweden. Sein Vater betreibt einen Lebensmittelladen. Kalle ist leidenschaftlicher Krimifan und schwärmt für die Romandetektive Hercule Poirot, Lord Peter Wimsey, Asbjörn Krag und Sherlock Holmes. Er träumt davon, selbst ein weltbekannter Detektiv zu sein, liegt gerne im heimischen Garten unter einem Baum und erzählt einem Fantasiefreund seine erfundenen Abenteuer. Obwohl er hierfür belächelt wird, beweist er doch überraschendes kriminalistisches Gespür und Geschick. So löst er auch seine drei spektakulären Fälle. Gemeinsam mit seinen Freunden Anders Bengtsson und Eva-Lotta Lisander bildet er die Bande Weiße Rose.

### Anders Bengtsson
Anders, Ältester und Anführer der Weißen Rose, lebt mit mehreren kleinen Geschwistern in ärmlichen Verhältnissen. Sein Vater hat eine Schuhmacher-Werkstatt und ist sehr streng zu ihm, Anders berichtet von täglichen Prügeln. Deshalb hält er sich möglichst wenig zu Hause auf. Anders ist ein lebenslustiger Junge und immer für einen Spaß oder ein Abenteuer zu haben. Wie Kalle ist auch er in Eva-Lotta verliebt und hat vor, sie zu heiraten.

### Eva-Lotta Lisander
Eva-Lotta (in früheren deutschen Ausgaben Eva-Lotte) ist das jüngste Mitglied der Weißen Rose. Ihrem Vater gehört die Bäckerei von Kleinköping, die direkt neben dem Lebensmittelgeschäft von Kalles Vater liegt. Dort hilft sie oft bei der Arbeit, lässt aber für ein Abenteuer mit Kalle und Anders alles stehen und liegen. Als Schutzmann Björk sie darauf hinweist, sie solle etwas mädchenhafter sein, antwortet sie lachend, mädchenhaft sei sie nur montags. Sie hat eine Katze mit dem Namen Tusse.

### Schutzmann Björk
Björk ist der freundliche Polizist in Kleinköping und bei den Kindern beliebt, sie nennen ihn Onkel Björk. Wenn er sich auch etwas über Kalles Detektivambitionen lustig macht, schätzt er ihn doch als aufgeweckten, intelligenten Jungen.

### Benka, Jonte und Sixtus
Die drei Jungen Benka, Jonte und Sixtus (im Original Sixten) bilden die Rote Rose, die mit der Weißen Rose von Anders, Eva-Lotta und Kalle in einem gespielten Krieg liegt.

## Wiederkehrende Handlungselemente

### Krieg der Rosen
Der „Krieg der Rosen“ (bezugnehmend auf die Rosenkriege um die Herrschaft im England des 15. Jahrhunderts) ist ein spielerischer Bandenkrieg zwischen den zwei Banden, der zumeist über die Sommerferien ausgetragen wird. Kriegshandlungen sind etwa nächtliche Verfolgungsjagden, Prügeleien, Einbrüche, Gefangennahmen, Schmähbriefe und vieles mehr. Ein zentrales Motiv dieses Krieges ist der Besitz des Großmummrich oder Großmummerich (im Original Stormumriken), eine Art Maskottchen in Form eines etwa handgroßen Steines, der mit etwas Phantasie die Form eines sitzenden Menschen mit Kopf und Rumpf darstellt.
Wenn es ernst wird, arbeiten die beiden Banden jedoch zusammen, eigentlich sind alle sechs gut befreundet.

### Räubersprache
Die Geheimsprache der Weißen Rose soll früher von Vagabunden, Landstreichern und Räubern benutzt worden sein. Eva-Lotta erlernte sie von ihrem Vater. Es ist eine Buchstabiersprache, bei der jeder Konsonant mit einem dazwischengesetzten „o“ verdoppelt wird. Aus Baumhaus wird beispielsweise Bob au mom hoh au sos, aus Straße wird Sos tot ror a sos sos e. Schnell gesprochen ist das für Uneingeweihte zunächst unverständlich.
Zunächst wird die Räubersprache angewendet, um auch in Gegenwart der Roten Rose Absprachen zu treffen. Nachdem die Sprache sich auch in Ernstfällen als nützlich erwiesen hat, wird die Rote Rose eingeweiht.

## Handlung der Romane

### Kalle Blomquist – Meisterdetektiv
Schwedischer Originaltitel: Mästerdetektiven Blomkvist
Die Eltern von Eva-Lotta bekommen während der Sommerferien überraschend Besuch von Frau Lisanders Cousin Einar. Eva-Lotta und ihre Freunde Kalle und Anders können Onkel Einar von Anfang an nicht leiden. Kalle fällt vor allem dessen äußerst nervöses und merkwürdiges Verhalten auf. Er beschattet ihn und nimmt heimlich Einars Fingerabdruck mithilfe eines Stempelkissens. Kalle findet heraus, dass Einar an einem Juwelenraub in Stockholm beteiligt war und sich mit der Beute vor seinen Komplizen versteckt.
Als dann Einars Komplizen, die im Gegensatz zu ihm Berufskriminelle sind, Einar in Kleinköping aufspüren und unter Druck setzen, überschlagen sich die Ereignisse. Kalle, Eva-Lotta und Anders geraten in große Gefahr, als sie versuchen, die Beute des Juwelenraubs vor den Ganoven in Sicherheit zu bringen.

### Kalle Blomquist lebt gefährlich
Schwedischer Originaltitel: Mästerdetektiven Blomkvist lever farligt
Ein Jahr nach dem ersten Buch geschieht ein Mord in Kleinköping, Eva-Lotta findet die Leiche. Auch hat sie als Einzige den vermutlichen Mörder gesehen. Kalle ist zwar die Lust auf Detektivereien vergangen, doch als Sixtus’ Hund schwere Vergiftungserscheinungen zeigt, weil Anders ihn mit für Eva-Lotta bestimmter Schokolade gefüttert hat, weist er nach, dass der Mörder versucht, die einzige Zeugin mit Arsen zu beseitigen. Und als die drei Freunde in dem verlassenen Herrenhaus nahe dem Tatort auf den Mörder treffen, kann er doch wieder entscheidend zur Festnahme des Täters beitragen.

### Kalle Blomquist, Eva-Lotta und Rasmus
Schwedischer Originaltitel: Kalle Blomkvist och Rasmus
Nach einer nächtlichen Aktion der Weißen Rose müssen Kalle, Anders und Eva-Lotta beobachten, wie Professor Rasmussen, ein bekannter Wissenschaftler, und dessen Sohn Rasmus entführt werden. Eva-Lotta schleicht sich in das Auto der Entführer, während Kalle und Anders sie mit dem Moped des Professors verfolgen. Sie verfolgen die Spur der Entführer bis zu einer kleinen Insel. Dort werden der Professor, Rasmus und Eva-Lotta von Industriespionen gefangen gehalten, die versuchen, den Professor zur Herausgabe seiner Forschungsergebnisse zu zwingen. Von Eva-Lotta per Räubersprache über die aktuelle Situation informiert, gelingt es Anders und Kalle, die geheimen Dokumente vor dem Zugriff der Spione zu sichern und die Polizei zu alarmieren, bevor die Bande mit Rasmus und dem Professor ins Ausland türmen kann.

## Handlung der Theaterstücke
Astrid Lindgren schrieb mehrere Theaterstücke über Kalle Blomquist. Während das Theaterstück Mästerdetektiven Blomkvist auf dem Buch Kalle Blomquist – Meisterdetektiv basiert, handelt es sich bei Kalle Blomkvist, Nisse Nöjd och Vicke på Vind und Mästerdetektiven Kalle Blomkvist: För kasperteater två korta akter um zwei völlig neue Kalle Blomquist Geschichten. Kalle Blomkvist, Nisse Nöjd och Vicke på Vind ist ein Bühnentheaterstück. Mästerdetektiven Kalle Blomkvist: För kasperteater två korta akter wurde für das Kaspertheater geschrieben.

### Kalle Blomkvist, Nisse Nöjd och Vicke på Vind
In der Stadt geht es wieder einmal sehr ruhig zu. Um ein wenig mehr Abenteuer zu erleben, kämpfen die Weiße und die Rote Rose um den Großmummrich, einen magischen Stein. Außerdem liebt es Kalle, den reichen Schwestern Hilda und Hulda Streiche zu spielen. Doch eines Tages wird Hilda entführt und die Entführer verlangen eine Menge Lösegeld. Jetzt können nur Kalle und seine Freunde helfen.

### Mästerdetektiven Kalle Blomkvist: För kasperteater två korta akter
Schutzmann Björk bittet Kalle Blomkvist ihm zu helfen einen Bankraub aufzuklären. Erst hält Kalle die alte Dame Frida Fagerlund für den verkleideten Verbrecher. Doch das stellt sich ziemlich schnell als falsch raus. Schon wenig später wird Björk von dem Verbrecher mit einer Pistole bedroht. Kalle kann dem Verbrecher die Pistole aus der Hand reißen. Der Verbrecher versucht wegzurennen. Doch mit vereinten Kräften können Kalle, Björk und Frida Fagerlund den Verbrecher stoppen.

## Buchausgaben
- Astrid Lindgren, Kalle Blomquist – Meisterdetektiv (Oetinger) ISBN 3-7891-4127-5 – Erscheinungsjahr der schwedischen Originalausgabe 1946
- Astrid Lindgren, Kalle Blomquist lebt gefährlich (Oetinger) ISBN 3-7891-4128-3 – Erscheinungsjahr der schwedischen Originalausgabe 1951
- Astrid Lindgren, Kalle Blomquist, Eva-Lotta und Rasmus (Oetinger) ISBN 3-7891-4129-1 – Erscheinungsjahr der schwedischen Originalausgabe 1953
- Astrid Lindgren, Kalle Blomquist Gesamtausgabe (Oetinger) ISBN 3-7891-4130-5
- Astrid Lindgren, Sex pjäser för barn och ungdom enthält das Theaterstück Mästerdetektiven Blomkvist, das ebenfalls von Lindgren verfasst wurde. Bis Anfang 2019 gibt es noch keine deutschsprachige Übersetzung des Theaterstücks. Die Geschichte basiert allerdings auf dem Roman Kalle Blomquist – Meisterdetektiv, der auf Deutsch erschienen ist.
- Astrid Lindgren, Pjäser för barn och ungdom - andra samlingen enthält das Theaterstück Kalle Blomkvist, Nisse Nöjd och Vicke på Vind, das ebenfalls von Lindgren verfasst wurde. Bis Anfang 2020 gibt es noch keine deutschsprachige Übersetzung.
- Elsa Olenius (Hg.) Serverat, Ers Majestät! enthält das Kaspertheaterstück Mästerdetektiven Kalle Blomkvist: För kasperteater två korta akter, welches von Lindgren geschrieben wurde. Bis Anfang 2020 gibt es noch keine deutschsprachige Übersetzung.

In späteren Auflagen hat Oetinger die Namen von Eva-Lotte und Sixtus in die im schwedischen Original verwendeten geändert. Der erste Band hieß im Gegensatz dazu, wie im Original, ursprünglich „Meisterdetektiv Blomquist“. Die deutsche Übersetzung stammt von Cäcilie Heinig und Karl Kurt Peters. Die schwedischen Illustrationen stammten von Eva Laurell (Mästerdetektiven Blomkvist, Mästerdetektiven Blomkvist lever farligt) und Kerstin Thorwall-Falk (Kalle Blomkvist och Rasmus). Die deutschen Erstausgaben wurde illustriert von Walter Scharnweber, spätere Ausgaben von Anton Marek, Gerhard Oberländer, Volker Heydorn und Jutta Bauer.

## Hörspiele
- Astrid Lindgren, Kalle Blomquist – Meisterdetektiv, Hörspiel von Rose Marie Schwerin (Oetinger > audio), 2 CDs, ISBN 3-7891-0182-6 – NDR, 1954 (Sprecher des Kalle: Andreas von der Meden)
- Astrid Lindgren, Kalle Blomquist, Eva-Lotta und Rasmus, Hörspiel, 2CDs, ISBN 3-7891-0339-X – NDR, 1955 (Sprecher des Kalle: Andreas von der Meden)
- Astrid Lindgren, Kalle Blomquist der Meisterdetektiv, Hörspiel von Sándor Ferenczy ca. 1960 (Polydor 55 040 KN), Single (Erzähler: Erwin Lindner, Kalle: Nicolaus von Festenberg)[1]
- Astrid Lindgren, Kalle Blomquist – Meisterdetektiv, Hörspiel von Kurt Vethake 1972 (Oetinger > audio), CD, ISBN 3-7891-0184-2 (Erzähler: Peter Schiff; Kalle: Santiago Ziesmer)
- Astrid Lindgren, Kalle Blomquist lebt gefährlich, Hörspiel von Kurt Vethake 1972 (Oetinger > audio), CD, ISBN 3-7891-0186-9 (Erzähler: Peter Schiff; Kalle: Santiago Ziesmer)

Alle genannten Hörspiele: (P) 2006 Mediapart Vertrieb GmbH, Hamburg, (c) 1950, 1996 Verlag Friedrich Oetinger GmbH, Hamburg

## Hörbücher
- Kalle Blomquist Meisterdetektiv (Ungekürzte Lesung), gelesen von Oliver Rohrbeck, 4 CDS. 2018, Oetinger, ISBN 978-3-8373-1050-4
- Kalle Blomquist: lebt gefährlich (Ungekürzte Lesung), gelesen von Oliver Rohrbeck, 4 CDS. 2018, Oetinger, ISBN 978-3-8373-1081-8

## Filme
- Meisterdetektiv Kalle Blomquist (basierend auf dem Roman: Kalle Blomquist – Meisterdetektiv), Schweden, 1947, s/w Original: Mästerdetektiven Blomkvist
- Kalle Blomquist lebt gefährlich (basierend auf dem Roman: Kalle Blomquist, Eva-Lotta und Rasmus), Schweden, 1953, s/w Original: Mästerdetektiven och Rasmus
- Kalle Blomquist – sein schwerster Fall (basierend auf dem Roman: Kalle Blomquist lebt gefährlich), Schweden, 1957, s/w Original: Mästerdetektiven lever farligt
- Mästerdetektiven Blomkvist på nya äventyr (basierend auf dem, von Lindgren geschriebenen, Theaterstück: Kalle Blomkvist, Nisse Nöjd och Vicke på Vind), Schweden, 1966, s/w Original: Mästerdetektiven Blomkvist på nya äventyr
- Podezrelé prázdniny, Tschechoslowakei, Fernsehserie 1971, Regie: Ludvík Ráža
- Priklyucheniya Kalle-syschika, Soviet Union, 1976, Regie: Arūnas Žebriūnas
- Ohrožené prázdniny, Tschechoslowakei, 1990, Regie: Libuše Koutná
- Meisterdetektiv Kalle Blomquist lebt gefährlich (basierend auf dem Roman: Kalle Blomquist lebt gefährlich), Schweden, 1996, Regie: Göran Carmback (Malte Forsberg als Kalle Blomquist)
- Kalle Blomquist – sein neuester Fall (basierend auf dem Roman: Kalle Blomquist, Eva-Lotta und Rasmus), Schweden, 1997, Regie: Göran Carmback
- Es gibt weitere Verfilmungen der Blomquist-Romane, die sich jedoch nur zum Teil an die Vorlage halten oder erst durch die deutsche Synchronisation zu Kalle-Blomquist-Filmen wurden, darunter Kalle und das geheimnisvolle Karussell (im Original: Rasmus, Pontus och Toker, Titel des deutschen Buches: „Rasmus, Pontus und der Schwertschlucker“).

## Entstehung und Herkunft des Namens

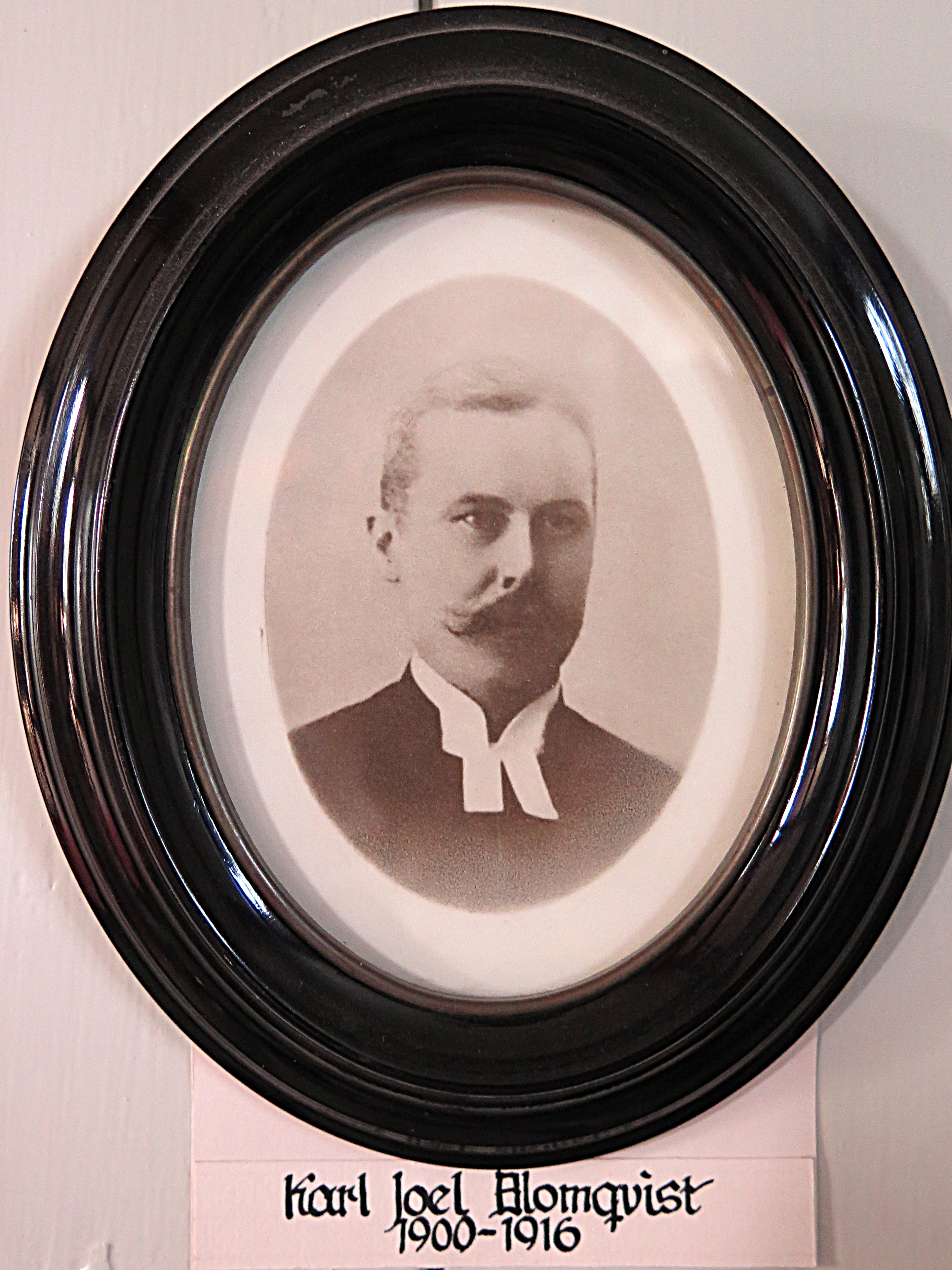
Porträt des Pfarrers Karl Joel Blomqvist in der Kirche von Pelarne

Von 1937 an arbeitete Lindgren als Stenografin für den schwedischen Kriminalistik-Professor Harry Söderman. Man nimmt an, dass diese Tätigkeit eine der Inspirationsquellen für die späteren Kriminalgeschichten um Kalle Blomquist war. Als Vorlage für den Namen des Meisterdetektivs diente dagegen vermutlich ein früherer Pfarrer der Kirche von Pelarne. In dieser Kirche hatten 1905 Astrid Lindgrens Eltern geheiratet. Der Pfarrer, der die Trauung durchführte, hieß Karl Blomqvist.